# Allkofen (Laberweinting)
Allkofen ist ein Gemeindeteil von Laberweinting und eine Gemarkung im niederbayerischen Landkreis Straubing-Bogen. Bis 1978 bestand die Gemeinde Allkofen.

## Lage
Das Pfarrdorf Allkofen liegt etwa sechs Kilometer nordwestlich von Laberweinting an der Bezirksgrenze zur Oberpfalz.
Die Gemarkung Allkofen mit einer Fläche von knapp elf Quadratkilometern liegt vollständig auf dem Gemeindegebiet von Laberweinting. Einziger Gemeindeteil auf der Gemarkung ist das gleichnamige Pfarrdorf.

## Geschichte

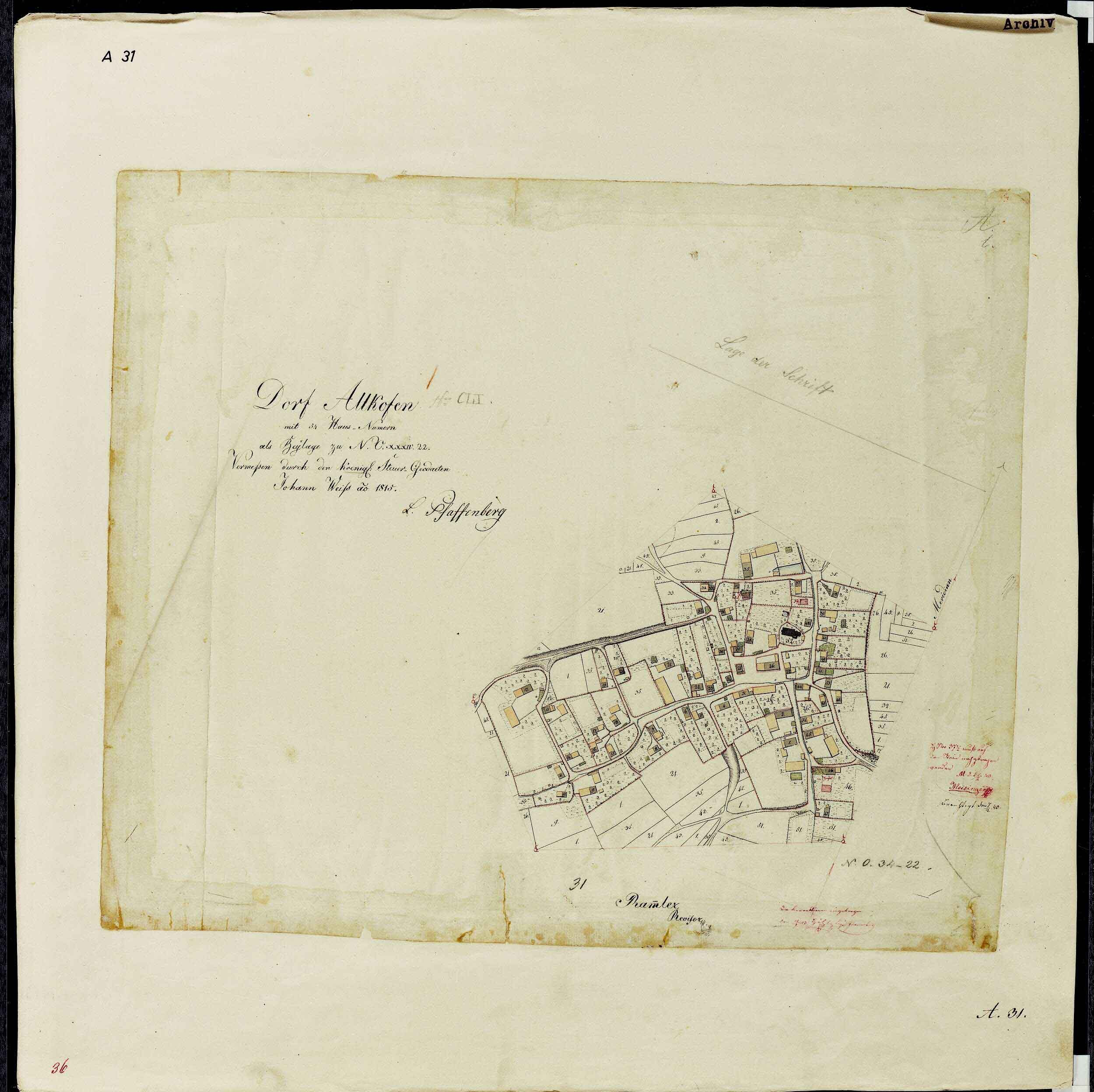
Ortsblatt von 1815

Der Ort wurde vermutlich zur Zeit der Landnahme der Bajuwaren um 500 n. Chr. gegründet. 1318 besaß ein Jörg Auer zu Prennberg zwei Höfe in Allkofen, die 1339 im Besitz des Stephan Hohenachter waren. 1464 wird Allkofen im Steuerbuch des Pfleggerichtes Kirchberg als Hofmark bezeichnet. Damals waren die Stauff zu Sünching Hofmarksherren. Im Konskriptionsjahr 1752 war die Hofmark Allkofen im Besitz der Grafen von Seinsheim zu Sünching, die auch die Hofmarken Wallkofen, Grafentraubach, Graßlfing und Hofkirchen besaßen.
In der Nachfolge der Hofmark wird 1820/21 ein Patrimonialgericht Allkofen erwähnt, doch schon 1824 war Allkofen in das Seinsheim’sche Patrimonialgericht 1. Klasse Sünching integriert. 1848 wurde es in das Landgericht Mallersdorf einverleibt. Die gut 525 Hektar große Gemeinde Allkofen, nur aus dem Kirchdorf bestehend, gehörte zum Landkreis Mallersdorf. Im Zuge der Gebietsreform in Bayern wurde sie am 1. Mai 1978 in die Gemeinde Laberweinting eingegliedert. Bei der Volkszählung 1987 wurden 280 Einwohner registriert.

## Sehenswürdigkeiten
- Pfarrkirche St. Michael.[6] Das Turmuntergeschoss ist mittelalterlich, das Langhaus entstand 1762 und wurde 1935 verlängert. Die Orgel wurde 2017 von Orgelbau Thomas Jann erbaut.[7]

## Vereine
- Bauernverband Allkofen
- CSU – Ortsverband Allkofen
- Freiwillige Feuerwehr Allkofen
- Jagdgenossenschaft Allkofen
- Kath. Frauenbund (KDFB) Allkofen e. V.
- KLJB Allkofen
- Landfrauen Allkofen
- Orgelbauverein Allkofen